# Unione Sportiva Arzanese 2011-2012
Questa voce raccoglie le informazioni riguardanti l'Unione Sportiva Arzanese nelle competizioni ufficiali della stagione 2011-2012.

## Rosa
| N. |                   | Ruolo | Calciatore               |
| -- | ----------------- | ----- | ------------------------ |
|    | Italia (bandiera) | C     | Pasquale Carotenuto      |
|    | Italia (bandiera) | D     | Vincenzo Casale          |
|    | Italia (bandiera) | D     | Patrizio Caso (capitano) |
|    | Italia (bandiera) | C     | Riccardo Castellano      |
|    | Italia (bandiera) | A     | Mario Dragone            |
|    | Italia (bandiera) | A     | Alessandro Elia          |
|    | Italia (bandiera) | D     | Moreno Esposito          |
|    | Italia (bandiera) | P     | Gianmarco Fiory          |
|    | Italia (bandiera) | C     | Luigi Florio             |
|    | Italia (bandiera) | A     | Gennaro Fragiello        |
|    | Italia (bandiera) | C     | Mauro Gori               |
|    | Italia (bandiera) | D     | Martino Imparato         |
|    | Italia (bandiera) | C     | Ciro Improta             |
|    | Italia (bandiera) | A     | Marco Incoronato         |

| N. |                    | Ruolo | Calciatore            |
| -- | ------------------ | ----- | --------------------- |
|    | Italia (bandiera)  | D     | Giuliano Laezza       |
|    | Brasile (bandiera) | A     | Diego Lorenzi         |
|    | Italia (bandiera)  | C     | Ciro Manzo            |
|    | Italia (bandiera)  | A     | Gianmarco Mascolo     |
|    | Italia (bandiera)  | D     | Vittorio Nocerino     |
|    | Italia (bandiera)  | P     | Alessandro Parisi     |
|    | Italia (bandiera)  | C     | Vincenzo Perna        |
|    | Italia (bandiera)  | A     | Marco Pettrone        |
|    | Italia (bandiera)  | D     | Stefano Riccio        |
|    | Italia (bandiera)  | D     | Ferdinando Salvati    |
|    | Italia (bandiera)  | A     | Salvatore Sandomenico |
|    | Italia (bandiera)  | C     | Antonio Tarascio      |
|    | Italia (bandiera)  | C     | Emanuele Tenneriello  |
|    | Italia (bandiera)  | D     | Niko Tommasini        |